# Eduard Thelen

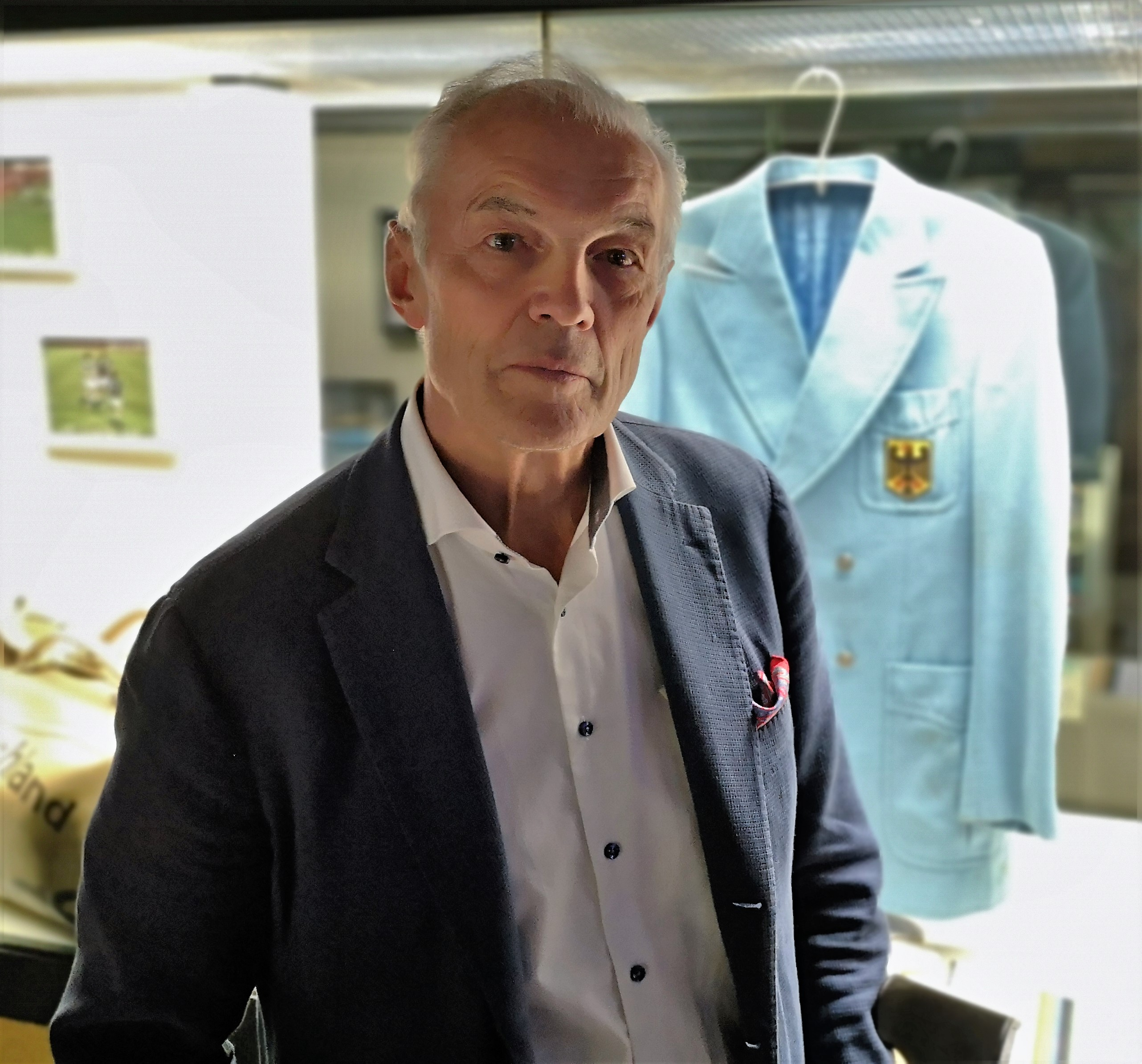
Eduard Thelen (2022)

Eduard Thelen (* 7. Juli 1946 in Köln) ist ein ehemaliger deutscher Hockeyspieler, der 1972 Olympiasieger wurde.
Eduard Thelen belegte mit Rot-Weiss Köln viermal den zweiten Platz bei der Deutschen Meisterschaft, bevor der defensive Mittelfeldspieler 1972 erstmals den Titel gewann, 1973 und 1974 folgten zwei weitere Meistertitel.
1969 debütierte Thelen in der deutschen Nationalmannschaft, die zwischen dem 18. und 27. September 1970 in Brüssel an der ersten Feldhockey-Europameisterschaft teilnahm. Im Finale traf das DHB-Team auf die Niederlande. Deutschland siegte 3:1 (1:1) durch die beiden Strafeckentore von Dirk Michel (Rot-Weiß Köln) zum 1:0 und zum 3:1. Nach der Halbzeit schoss Michels Vereinskamerad Eduard Thelen in der 49. Minute das 2:1, zugleich das einzige Tor in seinen 38 Länderspiele zwischen 1969 und 1972. Zugunsten seines Medizinstudiums verzichtete Thelen nach der EM zunächst auf die Fortsetzung seiner Sportkarriere, kehrte dann aber doch noch rechtzeitig wieder in die Nationalmannschaft zurück und gehörte als ein sehr formbeständiger Spieler in allen neun Turnierspielen bei den Olympischen Spielen 1972 in München zum DHB-Team, das dann mit dem 1:0-Sieg über Pakistan im Finale den ersten Olympiasieg der deutschen Hockey-Männer feierte. Insgesamt standen mit Werner Kaessmann, Ulrich Klaes, Wolfgang Strödter und Eduard Thelen vier Spieler des amtierenden deutschen Meisters im Olympiakader 1972. Für den Gewinn der Goldmedaille bei den Olympischen Spielen 1972 in München wurden er und die gesamte Hockey-Olympiamannschaft am 11. September 1972 mit dem Silbernen Lorbeerblatt ausgezeichnet.
Eduard Thelen ist als Orthopäde in Köln tätig.